# Frinvillier

Frinvillier, 1808

Friedliswart, Ortsteilansicht, ca. 1910

Frinvillier (deutsch Friedliswart) ist ein Dorf in der Gemeinde Sauge im Kanton Bern.

## Geographie
Die Ortschaft liegt im Berner Jura, im Tal der Schüss zwischen der Klus von Rondchâtel und der Taubenlochschlucht. Im Westen grenzt das Ortsgebiet an die Gemeinde Orvin, im Norden an Péry-La Heutte. Bei Frinvillier mündet die Orvine von Südwesten in die Schüss. In der Klus nördlich der Ortschaft tritt in der Merlinquelle, einer Karstquelle rechts der Schüss, das Felsgrundwasser aus der Chasseral-Antiklinale an die Oberfläche; in der Quelle betreiben die Stadtwerke von Biel eine Wasserfassung.
Durch das Tal von Frinvillier führen die Kantonsstrasse Biel–Sonceboz (Hauptstrasse 6), die Eisenbahnlinie Biel–Sonceboz, die Autobahn A16 Transjurane und die Kantonsstrasse Vauffelin-Frinvillier-Orvin, die auf einer historischen, geschützten Brücke die Schüss überquert.

## Geschichte
Der Ortsname ist erstmals in einem Dokument aus dem Jahr 1311 als Friderichswart erwähnt. Der Name bedeutet Wachtposten von Friedrich. Ab 1393 ist der Name als Frunwelier  überliefert. Die Stelle lag bis zum Ende des Ancien Régime im Territorium des Fürstbistums Basel.
Von 1797 bis 1815 gehörte Frinvillier zu Frankreich, zunächst zum Département Mont-Terrible, ab 1800 zum Département Haut-Rhin. In Folge des Wiener Kongresses wurde das Gebiet 1815 dem Kanton Bern zugeordnet. 
Beim Bau der 1874 eröffneten Bahnstrecke Biel/Bienne–La Chaux-de-Fonds wurde oberhalb des Dorfes der Bahnhof Frinvillier-Taubenloch angelegt.